# Syzygium fluvicola
Syzygium fluvicola är en myrtenväxtart som först beskrevs av Thomas Gordon Hartley och Lyndley Alan Craven, och fick sitt nu gällande namn av Lyndley Alan Craven och Edward Sturt Biffin. Syzygium fluvicola ingår i släktet Syzygium och familjen myrtenväxter.
Artens utbredningsområde är Papua Nya Guinea. Inga underarter finns listade i Catalogue of Life.